# アダム・タガート
アダム・ジェイク・タガート（Adam Jake Taggart、1993年6月2日 - ）は、オーストラリア・パース出身のプロサッカー選手。パース・グローリーFC所属。ポジションはフォワード。オーストラリア代表。
Kリーグ時代の登録名はタガート（ハングル: 타가트）、Jリーグ時代の登録名はアダム・タガート。
2019年、Kリーグ得点王。2013-14、2023-24シーズンのAリーグ得点王。
2014 FIFAワールドカップオーストラリア代表メンバー。

## 経歴
2012年3月、ニューカッスル・ジェッツFCと2年契約を結んだ。2013年1月のメルボルン・ハート戦でハットトリックを達成するなど、エミール・ヘスキー、ジョエル・グリフィスらと強力な攻撃陣を形成した。2013-14シーズンは16ゴールを挙げ、リーグ得点王を獲得した。

### 欧州
2014年6月、フラムFCはタガートを3年契約で獲得したことを発表した。しかし負傷のため全く出番を得られなかった。2015年9月、スコットランドのダンディー・ユナイテッドFCに2016年1月までの契約でレンタル移籍。

### オーストラリア復帰
2016年1月26日、パース・グローリーFCに復帰した。
2018年5月1日、ブリスベン・ロアーFCに2年契約で移籍した。

### Kリーグ
2019年2月18日、水原三星ブルーウィングスに移籍。2019シーズンはリーグ戦で20ゴールを挙げ、リーグ得点王を獲得した。

### Jリーグ
2020年12月24日、セレッソ大阪に完全移籍で加入することが発表された。パンデミックによる入国制限でチームへの合流が遅れていた間に15年振りにチームに復帰した大久保嘉人の活躍や、同期加入の加藤陸次樹の台頭があり、合流後は先発メンバーに定着できなかった。8月28日、2022 FIFAワールドカップアジア最終予選のオーストラリア代表メンバーに選出された。10月27日、直近のリーグ戦から先発メンバーを9人入れ替えて出場機会の少なかったメンバーで挑んだ天皇杯準々決勝では、後半17分にチームの3点目を決めて準決勝進出に貢献したが、後半29分に負傷交代しており左膝半月板を損傷していた。11月8日に手術を受け全治2ヶ月で活躍はなかった。
2022年、チームメイトの清武弘嗣からは「タギは常に相手のイヤなところにいる選手。僕自身、パスは出しやすいです。背後も狙える、ポストプレーもできる、万能なFWだと思うので、うまく生かしてあげたい。試合に出たら、彼にゴールを取らせてあげたい気持ちは僕自身は強いです」と信頼されており、第14節のガンバ大阪との大阪ダービーで後半13分、清武のチャンスメイクの流れから復帰後初得点で3-1の勝利に貢献した。しかし、コンディションは万全ではなく、後半29分に足をつって北野颯太と交代した。
5月28日、FIFAワールドカップカタール2022AFCプレーオフのオーストラリア代表メンバーに選出された。第16節、代表合流前の最後の試合で決勝点を決めた。第21節首位横浜Fマリノスとの対決では、後半途中出場からチームの2点目を決めたが、76分に負傷交代となり、交代枠を1つ消費。そして79分に味方に退場があり、チームは交代枠を使い切っていたため、守備的な選手を投入できない状態で10人で戦うことになり、PKを含む2失点で2-0から2-2の引き分けとなった。リーグカップ準々決勝川崎フロンターレ第1戦で得点。引き分けに持ち込み、チームは第2戦で劇的なアウェイゴールで準決勝進出を決めたため価値ある得点となった。
2022シーズンは20試合出場でチーム内2位タイの5得点を記録し、代表にも継続的に選出されていたが、ニューカッスル・ユナイテッドのガラン・クオルがサプライズ選出されたこともありカタールW杯の代表メンバーから落選した。

### パース グローリー復帰
2022年12月15日、パース グローリーFCへ完全移籍。
2024年、代表に復帰した。リーグ戦25試合出場で20得点を記録して、得点王になった。

## 個人成績
| 国内大会個人成績 | 国内大会個人成績 | 国内大会個人成績 | 国内大会個人成績   | 国内大会個人成績 | 国内大会個人成績 | 国内大会個人成績 | 国内大会個人成績 | 国内大会個人成績 | 国内大会個人成績 | 国内大会個人成績 | 国内大会個人成績 |
| 年度             | クラブ           | 背番号           | リーグ             | リーグ戦         | リーグ戦         | リーグ杯         | リーグ杯         | オープン杯       | オープン杯       | 期間通算         | 期間通算         |
| 年度             | クラブ           | 背番号           | リーグ             | 出場             | 得点             | 出場             | 得点             | 出場             | 得点             | 出場             | 得点             |
| オーストラリア   | オーストラリア   | オーストラリア   | オーストラリア     | リーグ戦         | リーグ戦         | リーグ杯         | リーグ杯         | FFA杯            | FFA杯            | 期間通算         | 期間通算         |
| ---------------- | ---------------- | ---------------- | ------------------ | ---------------- | ---------------- | ---------------- | ---------------- | ---------------- | ---------------- | ---------------- | ---------------- |
| 2010-11          | パース           | 26               | Aリーグ            | 6                | 1                | -                | -                | -                | -                | 6                | 1                |
| 2011-12          | パース           | 22               | Aリーグ            | 4                | 0                | -                | -                | -                | -                | 4                | 0                |
| 2012-13          | ニューカッスル   | 22               | Aリーグ            | 19               | 2                | -                | -                | -                | -                | 19               | 2                |
| 2013-14          | ニューカッスル   | 22               | Aリーグ            | 25               | 16               | -                | -                | -                | -                | 25               | 16               |
| イングランド     | イングランド     | イングランド     | イングランド       | リーグ戦         | リーグ戦         | FLカップ         | FLカップ         | FAカップ         | FAカップ         | 期間通算         | 期間通算         |
| 2014-15          | フラム           | 17               | チャンピオンシップ | 0                | 0                | -                | -                | -                | -                | 0                | 0                |
| スコットランド   | スコットランド   | スコットランド   | スコットランド     | リーグ戦         | リーグ戦         | S・リーグ杯      | S・リーグ杯      | スコティッシュ杯 | スコティッシュ杯 | 期間通算         | 期間通算         |
| 2015-16          | ダンディー       | 29               | プレミア           | 7                | 0                | 2                | 0                | -                | -                | 9                | 0                |
| オーストラリア   | オーストラリア   | オーストラリア   | オーストラリア     | リーグ戦         | リーグ戦         | リーグ杯         | リーグ杯         | FFA杯            | FFA杯            | 期間通算         | 期間通算         |
| 2016-17          | パース           | 22               | Aリーグ            | 22               | 12               | -                | -                | -                | -                | 22               | 12               |
| 2017-18          | パース           | 22               | Aリーグ            | 14               | 8                | -                | -                | -                | -                | 14               | 8                |
| 2018-19          | ブリスベン・R    | 9                | Aリーグ            | 18               | 11               | -                | -                | 1                | 0                | 19               | 11               |
| 韓国             | 韓国             | 韓国             | 韓国               | リーグ戦         | リーグ戦         | リーグ杯         | リーグ杯         | FA杯             | FA杯             | 期間通算         | 期間通算         |
| 2019             | 水原三星         | 18               | Kリーグ            | 28               | 16               | -                | -                | 7                | 1                | 35               | 17               |
| 2020             | 水原三星         | 18               | Kリーグ            | 18               | 5                | -                | -                | 1                | 1                | 19               | 6                |
| 日本             | 日本             | 日本             | 日本               | リーグ戦         | リーグ戦         | リーグ杯         | リーグ杯         | 天皇杯           | 天皇杯           | 期間通算         | 期間通算         |
| 2021             | C大阪            | 9                | J1                 | 12               | 1                | 0                | 0                | 3                | 1                | 15               | 2                |
| 2022             | C大阪            | 9                | J1                 | 20               | 5                | 3                | 1                | 2                | 1                | 25               | 7                |
| 通算             | オーストラリア   | オーストラリア   | Aリーグ            | 108              | 50               | -                | -                | 1                | 0                | 109              | 50               |
| 通算             | イングランド     | イングランド     | チャンピオンシップ | 0                | 0                | -                | -                | -                | -                | 0                | 0                |
| 通算             | スコットランド   | スコットランド   | プレミア           | 7                | 0                | 2                | 0                | -                | -                | 9                | 0                |
| 通算             | 韓国             | 韓国             | Kリーグ            | 46               | 21               | -                | -                | 8                | 2                | 54               | 23               |
| 通算             | 日本             | 日本             | J1                 | 32               | 6                | 3                | 1                | 5                | 2                | 40               | 9                |
| 総通算           | 総通算           | 総通算           | 総通算             | 193              | 77               | 7                | 3                | 14               | 4                | 212              | 82               |

その他の公式戦
- 2014-15
  - フラムU-23 7試合4得点
- 2015-16
  - フラムU-23 1試合0得点
- 2016-17
  - Aリーグファイナル 2試合0得点

- 2019年
  - Kリーグファイナル 5試合4得点
- 2020年
  - Kリーグファイナル 5試合4得点

| 国際大会個人成績 | 国際大会個人成績 | 国際大会個人成績 | 国際大会個人成績 | 国際大会個人成績 |
| 年度             | クラブ           | 背番号           | 出場             | 得点             |
| AFC              | AFC              | AFC              | ACL              | ACL              |
| ---------------- | ---------------- | ---------------- | ---------------- | ---------------- |
| 2020             | 水原三星         | 18               | 1                | 0                |
| 2021             | セレッソ大阪     | 9                | 4                | 1                |
| 通算             | AFC              | AFC              | 5                | 1                |

・2021年

## 代表歴
東アジアカップ2013予選2次ラウンド・香港戦でA代表初キャップ。同大会のチャイニーズタイペイ戦で初ゴールを含む2ゴールを挙げた。
東アジアカップ2013本戦では中国戦ゴールを挙げた。
2014 FIFAワールドカップではオランダ戦とスペイン戦に出場した。

### 試合数
- 国際Aマッチ 17試合 6得点（2012年-）[32]

| オーストラリア代表 | 国際Aマッチ | 国際Aマッチ |
| 年                 | 出場        | 得点        |
| ------------------ | ----------- | ----------- |
| 2012               | 3           | 2           |
| 2013               | 1           | 1           |
| 2014               | 3           | 0           |
| 2019               | 4           | 3           |
| 2021               | 5           | 0           |
| 2022               | 1           | 0           |
| 通算               | 17          | 6           |